# Austroagrion pindrina
Austroagrion pindrina är en trollsländeart som beskrevs av Watson 1969. Austroagrion pindrina ingår i släktet Austroagrion och familjen dammflicksländor. Inga underarter finns listade i Catalogue of Life.

## Bildgalleri

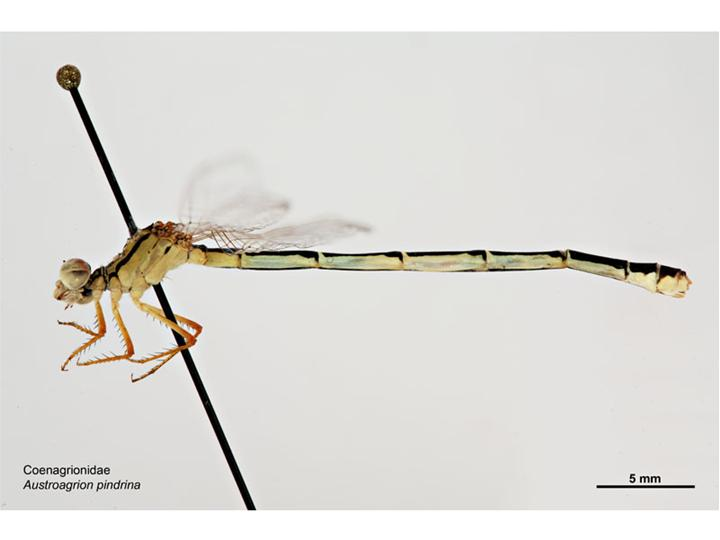